# 南雅镇 (重庆市)
南雅镇是中华人民共和国重庆市开州区下属的一个镇，位于开州区西南44千米处。面积70平方公里，2005年人口为44036人。

## 地理
南雅镇主要为丘陵和缓和的山地，其中西南地势比较高，最高达海拔860米，东北比较低，最低为海拔280米。

### 周边县镇
向东为同区临江镇和铁桥镇，向南与向西为四川省开江县，向北为同区义和镇。

## 行政区划
敦好镇下辖以下地区：
南雅场社区、南雅村、大冲村、天津村、民安村、三山村、峦洞村、书香村、双河村、乌龙村和新全村。

## 历史
1930年摄制南雅场乡，首次出现这个名字。1940年改为南雅乡，1958年南雅公社，1983年又恢复为乡，1992年设镇。

### 名称由来
南雅镇的名称来自于镇上一棵大楠树。